# Batracomorphus romulus
Batracomorphus romulus är en insektsart som beskrevs av Knight 1983. Batracomorphus romulus ingår i släktet Batracomorphus och familjen dvärgstritar. Inga underarter finns listade i Catalogue of Life.